# Giro di Romandia 2022
Il Giro di Romandia 2022, settantacinquesima edizione della corsa, valevole come diciottesima prova dell'UCI World Tour 2022 categoria 2.UWT, si svolse in cinque tappe, precedute da un cronoprologo, dal 26 aprile al 1º maggio 2022, su un percorso di 712,36 km, con partenza da Losanna e arrivo a Villars-sur-Ollon, in Svizzera. La vittoria fu appannaggio del russo Aleksandr Vlasov, che completò il percorso in 18h00'59", alla media di 39,540 km/h, precedendo lo svizzero Gino Mäder e il tedesco Simon Geschke.
Sul traguardo di Villars-sur-Ollon 116 ciclisti, dei 140 partiti da Losanna, portarono a termine la competizione.

## Tappe
| Tappa  | Data      | Percorso                                      | km     | Vincitore di tappa | Leader cl. generale |
| ------ | --------- | --------------------------------------------- | ------ | ------------------ | ------------------- |
| Pr.    | 26 aprile | Losanna > Losanna (cron. individuale)         | 5,12   | Ethan Hayter       | Ethan Hayter        |
| 1ª     | 27 aprile | La Grande Béroche > Romont                    | 178    | Dylan Teuns        | Rohan Dennis        |
| 2ª     | 28 aprile | Echallens > Echallens                         | 168,2  | Ethan Hayter       | Rohan Dennis        |
| 3ª     | 29 aprile | Valbroye > Valbroye                           | 165,1  | Patrick Bevin      | Rohan Dennis        |
| 4ª     | 30 aprile | Aigle > Zinal/Val d'Anniviers                 | 180,1  | Sergio Higuita     | Rohan Dennis        |
| 5ª     | 1º maggio | Aigle > Villars-sur-Ollon (cron. individuale) | 15,84  | Aleksandr Vlasov   | Aleksandr Vlasov    |
| Totale | Totale    | Totale                                        | 712,36 |                    |                     |

## Squadre e corridori partecipanti
| N.    | Cod. | Squadra                     |
| ----- | ---- | --------------------------- |
| 1-7   | IGD  | Ineos Grenadiers            |
| 11-17 | UAD  | UAE Team Emirates           |
| 21-27 | TJV  | Jumbo-Visma                 |
| 31-37 | TBV  | Bahrain Victorious          |
| 41-47 | IWG  | Intermarché-Wanty-Gobert    |
| 51-57 | COF  | Cofidis                     |
| 61-67 | GFC  | Groupama-FDJ                |
| 71-77 | QST  | Quick-Step Alpha Vinyl Team |
| 81-87 | ACT  | AG2R Citroën Team           |
| 91-97 | BOH  | Bora-Hansgrohe              |

| N.      | Cod. | Squadra                 |
| ------- | ---- | ----------------------- |
| 101-107 | LTS  | Lotto Soudal            |
| 111-117 | TFS  | Trek-Segafredo          |
| 121-127 | MOV  | Movistar Team           |
| 131-137 | BEX  | Team BikeExchange-Jayco |
| 141-147 | IPT  | Israel-Premier Tech     |
| 151-157 | DSM  | Team DSM                |
| 161-167 | AST  | Astana Qazaqstan Team   |
| 171-177 | EFE  | EF Education-EasyPost   |
| 181-187 | EKP  | Equipo Kern Pharma      |
| 191-197 | CHE  | Svizzera                |

## Dettagli delle tappe

### Prologo
- 26 aprile: Losanna > Losanna – Cronometro individuale – 5,12 km

Risultati
| Pos. | Corridore           | Squadra | Tempo |
| ---- | ------------------- | ------- | ----- |
| 1    | Ethan Hayter        | Ineos   | 5'52" |
| 2    | Rohan Dennis        | Jumbo   | a 4"  |
| 3    | Felix Großschartner | Bora    | a 10" |

| Pos. | Corridore           | Squadra | Tempo |
| ---- | ------------------- | ------- | ----- |
| 1    | Ethan Hayter        | Ineos   | 5'52" |
| 2    | Rohan Dennis        | Jumbo   | a 4"  |
| 3    | Felix Großschartner | Bora    | a 10" |

### 1ª tappa
- 27 aprile: La Grande Béroche > Romont – 178 km

Risultati
| Pos. | Corridore    | Squadra | Tempo    |
| ---- | ------------ | ------- | -------- |
| 1    | Dylan Teuns  | Bahrain | 4h23'58" |
| 2    | Rohan Dennis | Jumbo   | s.t.     |
| 3    | Marc Hirschi | UAE     | a 2"     |

| Pos. | Corridore           | Squadra | Tempo    |
| ---- | ------------------- | ------- | -------- |
| 1    | Rohan Dennis        | Jumbo   | 4h29'48" |
| 2    | Felix Großschartner | Bora    | a 16"    |
| 3    | Dylan Teuns         | Bahrain | a 18"    |

### 2ª tappa
- 28 aprile: Echallens > Echallens – 168,2 km

Risultati
| Pos. | Corridore        | Squadra | Tempo    |
| ---- | ---------------- | ------- | -------- |
| 1    | Ethan Hayter     | Ineos   | 4h04'55" |
| 2    | Jon Aberasturi   | Trek    | s.t.     |
| 3    | Fernando Gaviria | UAE     | s.t.     |

| Pos. | Corridore           | Squadra    | Tempo    |
| ---- | ------------------- | ---------- | -------- |
| 1    | Rohan Dennis        | Jumbo      | 8h34'43" |
| 2    | Felix Großschartner | Bora       | a 14"    |
| 3    | Mauro Schmid        | Quick-Step | a 18"    |

### 3ª tappa
- 29 aprile: Valbroye > Valbroye – 165,1 km

Risultati
| Pos. | Corridore     | Squadra | Tempo    |
| ---- | ------------- | ------- | -------- |
| 1    | Patrick Bevin | Israel  | 3h53'27" |
| 2    | Ethan Hayter  | Ineos   | s.t.     |
| 3    | Rohan Dennis  | Jumbo   | s.t.     |

| Pos. | Corridore           | Squadra | Tempo     |
| ---- | ------------------- | ------- | --------- |
| 1    | Rohan Dennis        | Jumbo   | 12h28'06" |
| 2    | Patrick Bevin       | Israel  | a 14"     |
| 3    | Felix Großschartner | Bora    | a 18"     |

### 4ª tappa
- 30 aprile: Aigle > Zinal/Val d'Anniviers – 180,1 km

Risultati
| Pos. | Corridore        | Squadra | Tempo    |
| ---- | ---------------- | ------- | -------- |
| 1    | Sergio Higuita   | Bora    | 4h58'52" |
| 2    | Aleksandr Vlasov | Bora    | s.t.     |
| 3    | Juan Ayuso       | UAE     | s.t.     |

| Pos. | Corridore        | Squadra | Tempo     |
| ---- | ---------------- | ------- | --------- |
| 1    | Rohan Dennis     | Jumbo   | 17h27'01" |
| 2    | Juan Ayuso       | UAE     | a 15"     |
| 3    | Aleksandr Vlasov | Bora    | a 18"     |

### 5ª tappa
- 1º maggio: Aigle > Villars-sur-Ollon – Cronometro individuale – 15,84 km

Risultati
| Pos. | Corridore        | Squadra | Tempo  |
| ---- | ---------------- | ------- | ------ |
| 1    | Aleksandr Vlasov | Bora    | 33'40" |
| 2    | Simon Geschke    | Cofidis | a 31"  |
| 3    | Gino Mäder       | Bahrain | a 36"  |

| Pos. | Corridore        | Squadra | Tempo     |
| ---- | ---------------- | ------- | --------- |
| 1    | Aleksandr Vlasov | Bora    | 18h00'59" |
| 2    | Gino Mäder       | Bahrain | a 50"     |
| 3    | Simon Geschke    | Cofidis | a 55"     |

## Evoluzione delle classifiche
Da quest'anno cambiano le maglie: Il leader della classifica generale indosserà la maglia verde, quello della classifica a punti indosserà quella arancione, quello della classifica degli scalatori indosserà quella azzurra e quello della classifica giovani la maglia bianca.
| Tappa              | Vincitore          | Classifica generale Maglia verde | Classifica a punti Maglia arancione | Classifica scalatori Maglia azzurra | Classifica giovani Maglia bianca | Classifica a squadre Numero giallo |
| ------------------ | ------------------ | -------------------------------- | ----------------------------------- | ----------------------------------- | -------------------------------- | ---------------------------------- |
| Prol.              | Ethan Hayter       | Ethan Hayter                     | Ethan Hayter                        | non assegnata                       | Ethan Hayter                     | Ineos Grenadiers                   |
| 1ª                 | Dylan Teuns        | Rohan Dennis                     | Rohan Dennis                        | Thomas Champion                     | Mauro Schmid                     | UAE Team Emirates                  |
| 2ª                 | Ethan Hayter       | Rohan Dennis                     | Ethan Hayter                        | Thomas Champion                     | Mauro Schmid                     | UAE Team Emirates                  |
| 3ª                 | Patrick Bevin      | Rohan Dennis                     | Ethan Hayter                        | Krists Neilands                     | Mauro Schmid                     | UAE Team Emirates                  |
| 4ª                 | Sergio Higuita     | Rohan Dennis                     | Ethan Hayter                        | Toms Skujiņš                        | Juan Ayuso                       | Groupama-FDJ                       |
| 5ª                 | Aleksandr Vlasov   | Aleksandr Vlasov                 | Ethan Hayter                        | Toms Skujiņš                        | Juan Ayuso                       | Jumbo-Visma                        |
| Classifiche finali | Classifiche finali | Aleksandr Vlasov                 | Ethan Hayter                        | Toms Skujiņš                        | Juan Ayuso                       | Jumbo-Visma                        |

Maglie indossate da altri ciclisti in caso di due o più maglie vinte
- Nella 1ª tappa Rohan Dennis ha indossato la maglia arancione al posto di Ethan Hayter ed Ethan Vernon ha indossato quella bianca al posto di Ethan Hayter.
- Nella 2ª tappa Dylan Teuns ha indossato la maglia arancione al posto di Rohan Dennis.

## Classifiche finali

### Classifica generale - Maglia verde
| Pos. | Corridore         | Squadra  | Tempo     |
| ---- | ----------------- | -------- | --------- |
| 1    | Aleksandr Vlasov  | Bora     | 18h00'59" |
| 2    | Gino Mäder        | Bahrain  | a 50"     |
| 3    | Simon Geschke     | Cofidis  | a 55"     |
| 4    | Juan Ayuso        | UAE      | a 1'22"   |
| 5    | Ben O'Connor      | AG2R     | a 1'47"   |
| 6    | Damiano Caruso    | Bahrain  | a 1'51"   |
| 7    | Steven Kruijswijk | Jumbo    | a 1'52"   |
| 8    | Rohan Dennis      | Jumbo    | a 1'54"   |
| 9    | Luke Plapp        | Ineos    | a 2'08"   |
| 10   | Einer Rubio       | Movistar | a 2'13"   |

### Classifica a punti - Maglia arancione
| Pos. | Corridore        | Squadra     | Punti |
| ---- | ---------------- | ----------- | ----- |
| 1    | Ethan Hayter     | Ineos       | 110   |
| 2    | Aleksandr Vlasov | Bora        | 96    |
| 3    | Rohan Dennis     | Jumbo       | 81    |
| 4    | Quinten Hermans  | Intermarché | 61    |
| 5    | Patrick Bevin    | Israel      | 55    |

### Classifica scalatori - Maglia azzurra
| Pos. | Corridore       | Squadra    | Punti |
| ---- | --------------- | ---------- | ----- |
| 1    | Toms Skujiņš    | Trek       | 49    |
| 2    | James Knox      | Quick-Step | 34    |
| 3    | Krists Neilands | Israel     | 20    |
| 4    | Nils Brun       | Svizzera   | 17    |
| 5    | Óscar Rodríguez | Movistar   | 16    |

### Classifica giovani - Maglia bianca
| Pos. | Corridore    | Squadra  | Tempo     |
| ---- | ------------ | -------- | --------- |
| 1    | Juan Ayuso   | UAE      | 18h02'21" |
| 2    | Luke Plapp   | Ineos    | a 46"     |
| 3    | Einer Rubio  | Movistar | a 51"     |
| 4    | Sean Quinn   | EF       | a 2'06"   |
| 5    | Marc Hirschi | UAE      | a 3'04"   |

### Classifica a squadre
| Pos. | Squadra            | Tempo     |
| ---- | ------------------ | --------- |
| 1    | Jumbo-Visma        | 54h09'15" |
| 2    | Bahrain Victorious | a 2'14"   |
| 3    | Groupama-FDJ       | a 2'20"   |
| 4    | Movistar Team      | a 2'26"   |
| 5    | Bora-Hansgrohe     | a 3'30"   |